# Idioma shixing
Shixing, también conocido como Shuhi, es una lengua qiang de Sichuan, China. Dos tercios de sus hablantes son monolingües.
Shixing también es conocido por su nombre tibetano Xumi (旭米-Xùmǐ); Lo hablan unas 1.800 personas que viven junto al río Shuiluo 水洛 en el municipio de Shuiluo 水洛乡, condado autónomo tibetano de Mili.
Katia Chirkova habla de dos variedades.
- Alto Xumi (autónimo: ʂuhĩ )
- Bajo Xumi (autónimo: ʃʉhẽ )

## Fonología
Xumi presenta un contraste fonémico bastante inusual entre las aproximantes laterales alveolo-palatales sordas /ʎ̥/ y sonoras /ʎ/ y las fricativas glotales sordas y sonoras.
|                      |              | Labiales | Alveolares         | Alveolares  | Postalveolares            | Postalveolares | Postalveolares | Velares | Uvulares | Glotales |
| planas               | sibilantes   | Labiales | Palato- alveolares | Retroflejas | Alveopalatales/ Palatales |                |                | Velares | Uvulares | Glotales |
| -------------------- | ------------ | -------- | ------------------ | ----------- | ------------------------- | -------------- | -------------- | ------- | -------- | -------- |
| Nasales              | Sordas       | m̥        | n̥                  |             |                           |                | ɲ̊2             | ŋ̊2      |          |          |
| Nasales              | Sonoras      | m        | n                  |             |                           |                | ɲ              | ŋ       |          |          |
| oclusivas/ Africadas | Aspiradas    | pʰ       | tʰ                 | tsʰ         | tʃʰ2                      | ʈʂʰ            | tɕʰ            | kʰ      | qʰ       |          |
| oclusivas/ Africadas | Plana        | p        | t                  | ts          | tʃ2                       | ʈʂ             | tɕ             | k       | q        |          |
| oclusivas/ Africadas | Sonoras      | b        | d                  | dz          | dʒ2                       | ɖʐ             | dʑ             | ɡ       | ɢ2       |          |
| Fricativas           | Sordas       |          |                    | s           | ʃ2                        | ʂ1             | ɕ              | x       | χ1       | h        |
| Fricativas           | Sonoras      |          |                    | z           | ʒ2                        | ʐ1             | ʑ2             | ɣ2      | ʁ        | ɦ        |
| Laterales            | Sordas       |          | l̥                  |             |                           |                | ʎ̥              |         |          |          |
| Laterales            | Sonoras      |          | l                  |             |                           |                | ʎ              |         |          |          |
| Aproximantes         | Aproximantes |          | ɹ                  |             |                           |                | j              | w       |          |          |

1. Sólo en el Alto Xumi
2. Sólo en el Bajo Xumi

### Vocales
|              | Anterior | Central | Posterior |
| ------------ | -------- | ------- | --------- |
| Cerrada      | i        | ʉ       | u         |
| Semicerrada  | e        |         | o         |
| Semiabierta  | ɛ        |         |           |
| Casi abierta |          | ɐ       |           |
| Abierta      |          |         | ɑ         |

#### Oral
- Las series cercana y media cercana son las mismas en ambas variedades: /i, ʉ, u, e, o/.  La diferencia radica en las series de vocales casi abiertas y abiertas;  en Alto Xumi, estos son /a, ɜ, ɔ, ɛ, ɐ/, mientras que en el Bajo Xumi, son ɛ, ɐ, ɑ/.[8][9]
  - Al menos en el Bajo Xumi /ʉ/, es fonéticamente medio cercano ɵ.[10]
  - /ɐ/ está más cerca en Alto Xumi ɜ;  además, la vocal central abierta /a/ es fonéticamente casi abierta ɐ.  Por este motivo, se pueden transcribir con ɜ y ɐ, respectivamente.[11]
  - El Bajo Xumi /o/ y /ɑ/ generalmente corresponden al Alto Xumi /u/ y /ɔ/, respectivamente.  /ɑ/ es /ɑ̽/ casi abierto y por lo tanto es similar al Alto Xumi /a/, pero más atrás.[10][11]

#### Nasal
- Alto Xumi tiene las siguientes vocales nasales: ĩ, ũ, e'u, o'ã, ɐ̃} }/ , así como la ɘ̃ marginal, que aparece solo en la palabra [LPmɘ̃da] en el techo/arriba.[8]
- El Bajo Xumi tiene las siguientes vocales nasales: /ĩ, õ, ẽ, ɐ̃,  ɑ̃/, así como la ə̃ marginal, que aparece sólo en la palabra [LPmə̃dɐ ᴿʁo] en el techo/arriba.[12] /sí, sí, sí, sí/ generalmente corresponden al Alto Xumi /ĩ, ũ, sí, sí/, respectivamente.[13]